# У пролеће (књига)
У пролеће (норв. Om våren) је трећа од четири књиге есеја који представљају писма ћерки норвешког књижевника Карла Увеа Кнаусгора (норв. Karl Ove Knausgǎrd) (1968) објављена 2016. године.
Српско издање књиге У пролеће објавила је издавачка кућа "Booka" из Београда 2021. године у преводу Радоша Косовића.

## О аутору
Карл Уве Кнаусгор је рођен 1968. у Ослу. Одрастао је на Трумеји и у Кристијансанду. Похађао је Академију за уметничко писање и студирао историју уметности и књижевност. Радио је као уредник књижевног часописа. Године 1998. дебитовао је романом Ван света (Ute av verden) са којим је постигао велики успех и постао први дебитант који је добио престижну награду норвешке критике „Kritikerprisen“.

## Серијал Квартет о годишњим добима
Серијал "Квартет о годишњим добима" је настао од 2015. до 2016. године. Књиге су насловљене по годишњим добима: У јесен, У зиму, У пролеће и У лето. Кнаусгор прво пише својој нерођеној ћерки а касније и рођеној, објашњава јој и описује свет око себе. Књиге су на неки начин врста лексикона, лична енциклопедија, скривени дијалог писца са светом какав је био, какав је сада и какав би могао бити.

## О књизи
Трећа књига из серијала је У пролеће и она доноси дневнички запис у коме је представљен отац и његова четири месеца стара ћерка кроз један пролећни дан, од јутра до вечери. 
Кнаусгор отворено и искрено износи породичне догађаје и недаће, прожето безусловном љубављу према ћерки, али и  преиспитивањем сопствене подобности као оца. Аутор открива људску рањивост и повезаност између љубави, губитка, смеха и самоуништења. 
Током тог једног пролећног дана Кнаусгор са четворомесечном ћерком иде у посету супрузи у болници. Сем описа света, појава, догађаја, описује тешке породичне догађаје, трауме, љубав према рођеном детету, стрепњу и преиспитивање када је у питању очинство. 
На крају тог једног дана који је описан у књизи, 13. априла 2016. године, на самом његовом крају, у дванаест до једанаест, писац завршава књигу и обраћа се ћерки речима:
| „ | Живот је понекад болан, али увек има за шта да се живи. Хоћеш ли упамтити? | ” |

### Делови књиге
Књига садржи три дела, дневничка записа, есеја, који представљају описе света али и породичне недаће. Есеји носе називе: Један, Два и Три.